# Peugeot 408
Peugeot 408 — компактний седан класу C компанії Peugeot.

## Перше покоління (2010-2021)
Peugeot 408 був представлений 25 січня 2010 року на автосалоні в Пекіні, продажі в Китаї почалися 8 квітня 2010 року. У листопаді 2010 року виробництво 408 почалося в Буенос-Айресі (Аргентина); продажі почалися в квітні 2011 року.
Незважаючи на свою назву, це не наступник Peugeot 407 (наступником є Peugeot 508), а седан на подовженій базі PF2 Peugeot 308 хетчбек. Модель 408 в першу чергу була орієнтована на ринки, що розвиваються, такі як Аргентина та Китай. Її не виробляли і не рекламували на європейському ринку, а 2012 седан починає продаватися на російському ринку, причому російської ж збірки.
Peugeot також почав свою діяльність в Індії в союзі з Tata Communications, вони будуть співпрацювати в галузі НДДКР, після чого, можливо, Peugeot 408 спробує зайти на індійському ринку.

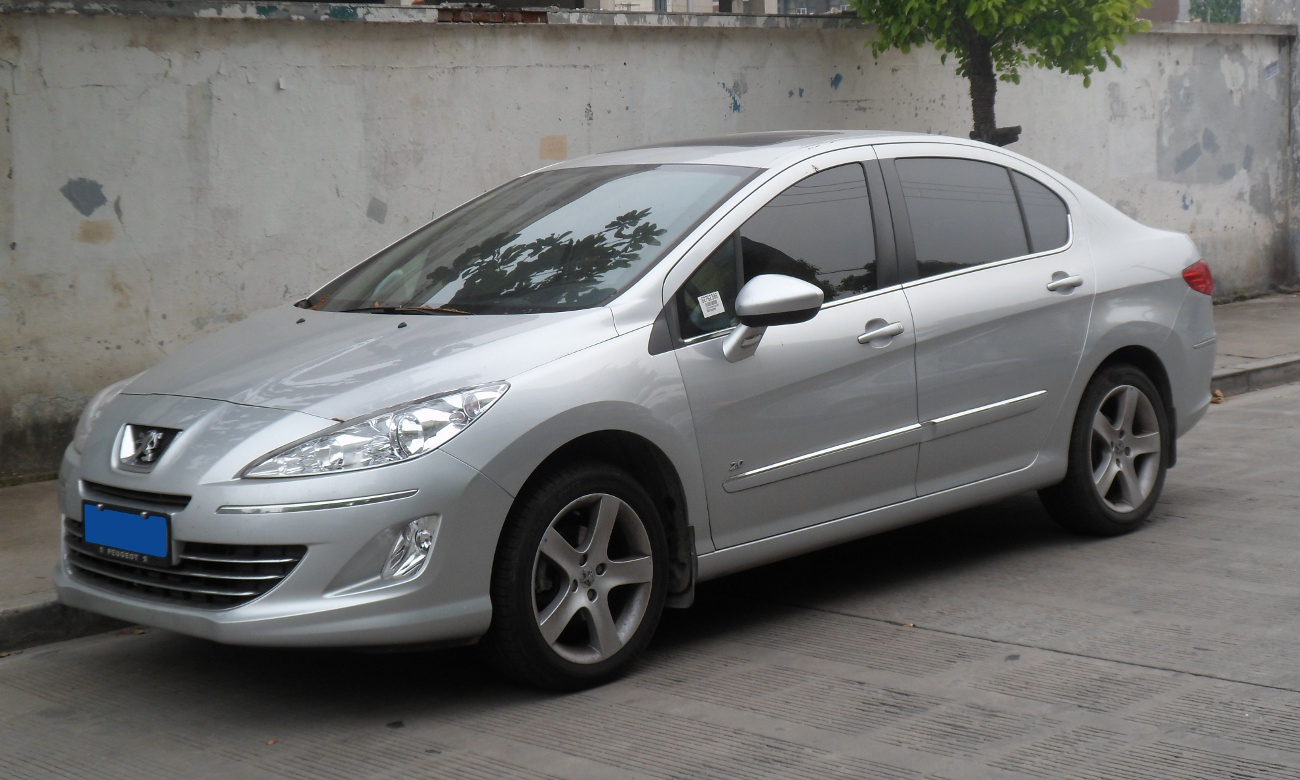
Peugeot 408 Першого покоління
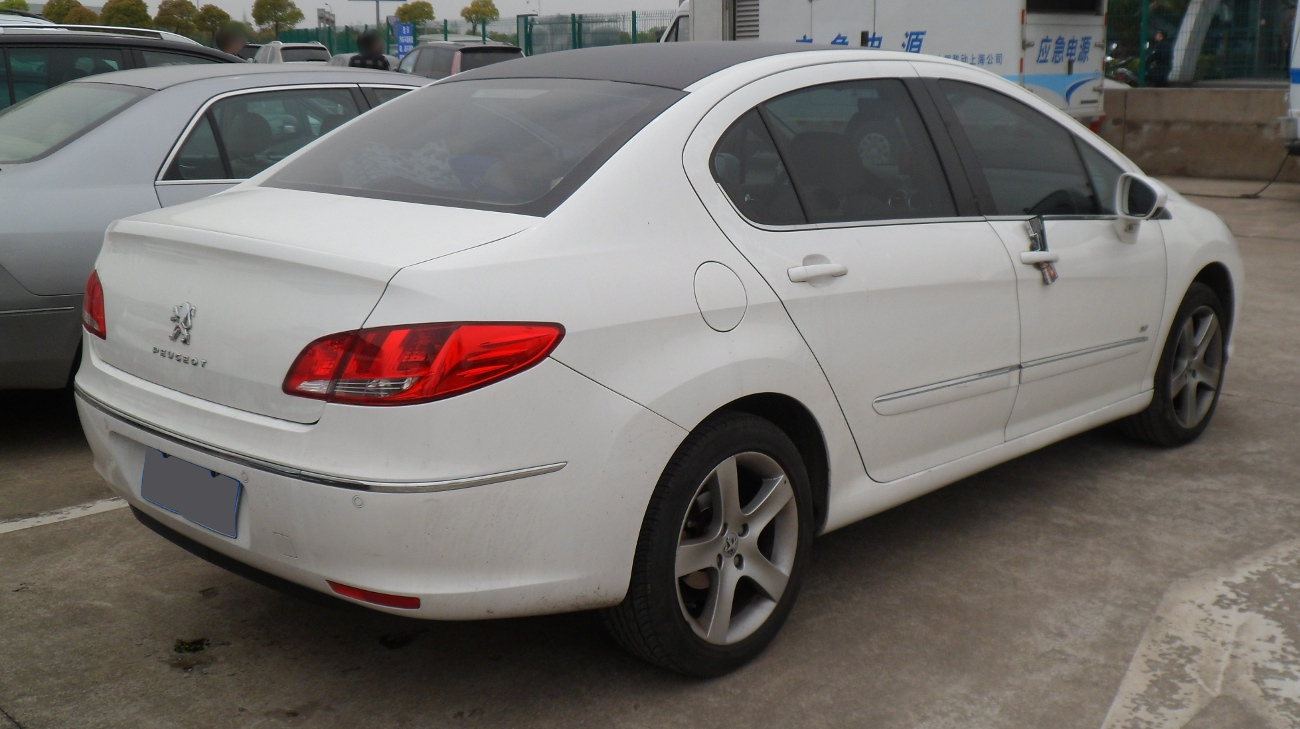
Peugeot 408
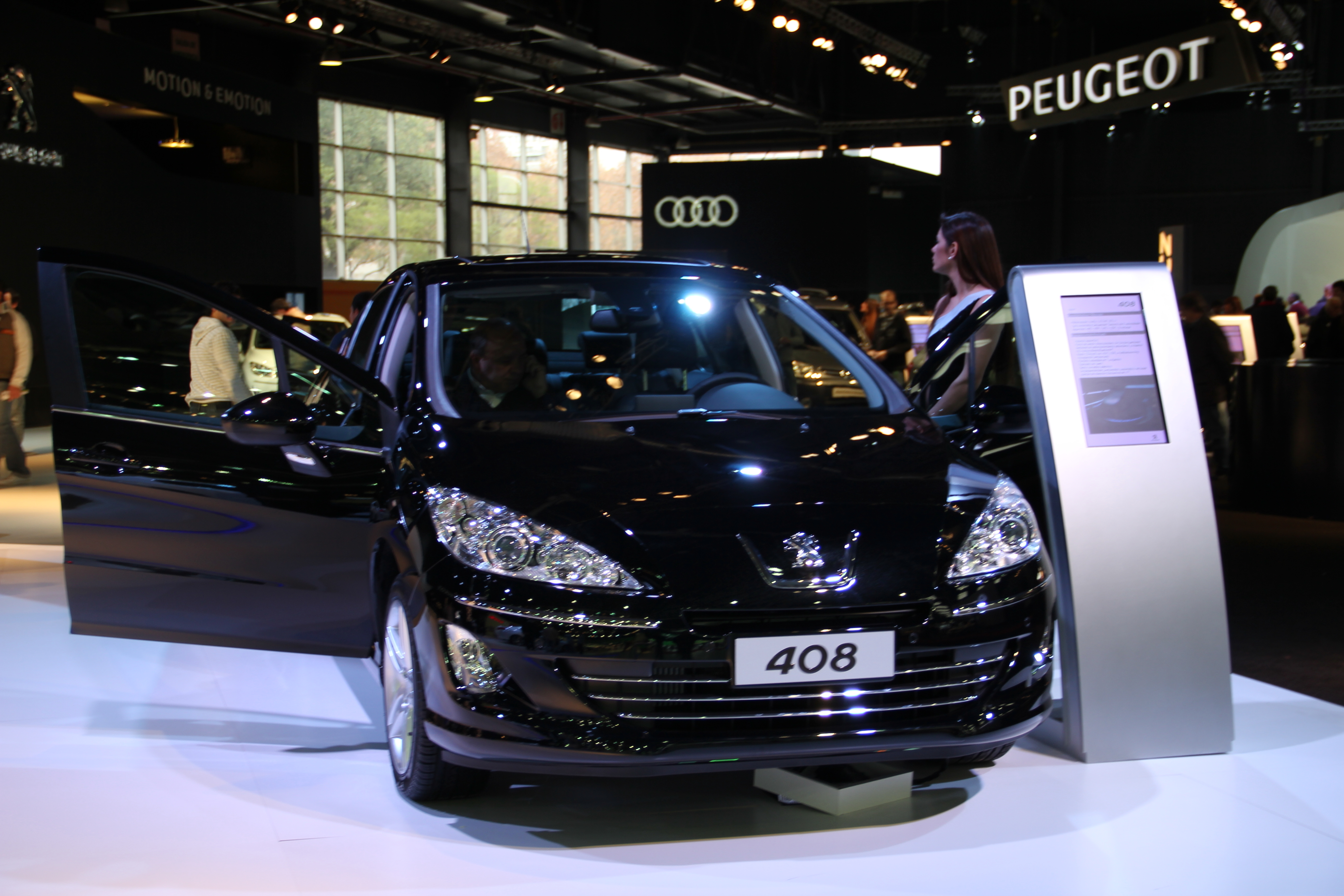
Peugeot 408 на автосалоні в Буенос-Айресі

### Двигуни
Бензинові
| Модель        | Двигун (тип) | Об'єм см³ | Циліндри | Потужність кВт (к.с.) при об/хв | Крутний момент Нм при об/хв | Роки випуску |
| ------------- | ------------ | --------- | -------- | ------------------------------- | --------------------------- | ------------ |
| 1.6 16V       | TU5JP4       | 1587      | 4        | 82 (110)/5750                   | 147/4000                    | з 2010       |
| 1.6 16V Turbo | Prince       | 1598      | 4        | 82 (165)/6000                   | 240/1400                    | з 2010       |
| 2.0 16V       | EW10A+       | 1997      | 4        | 110 (147)/6000                  | 200/4000                    | з 2010       |

Дизельний
| Модель      | Двигун (тип) | Об'єм см³ | Циліндри | Потужність кВт (к.с.) при об/хв | Крутний момент Нм при об/хв | Роки випуску |
| ----------- | ------------ | --------- | -------- | ------------------------------- | --------------------------- | ------------ |
| 1.6 16V HDi | DV6TED4      | 1560      | 4        | 82 (110)/4000                   | 240/1750                    | з 2010       |

## Друге покоління (з 2014)
18 квітня 2014 року в мережі інтернет з'явилося зображення Peugeot 408 другого покоління, яке дебютувало на автосалоні в Пекіні 20 квітня. Автомобіль буде виготовлятись в Китаї на заводі Dongfeng-PSA. Peugeot 408 збудовано на платформі EMP2 від нового Peugeot 308. Передня підвіска McPherson, задня - проста торсіонна балка.

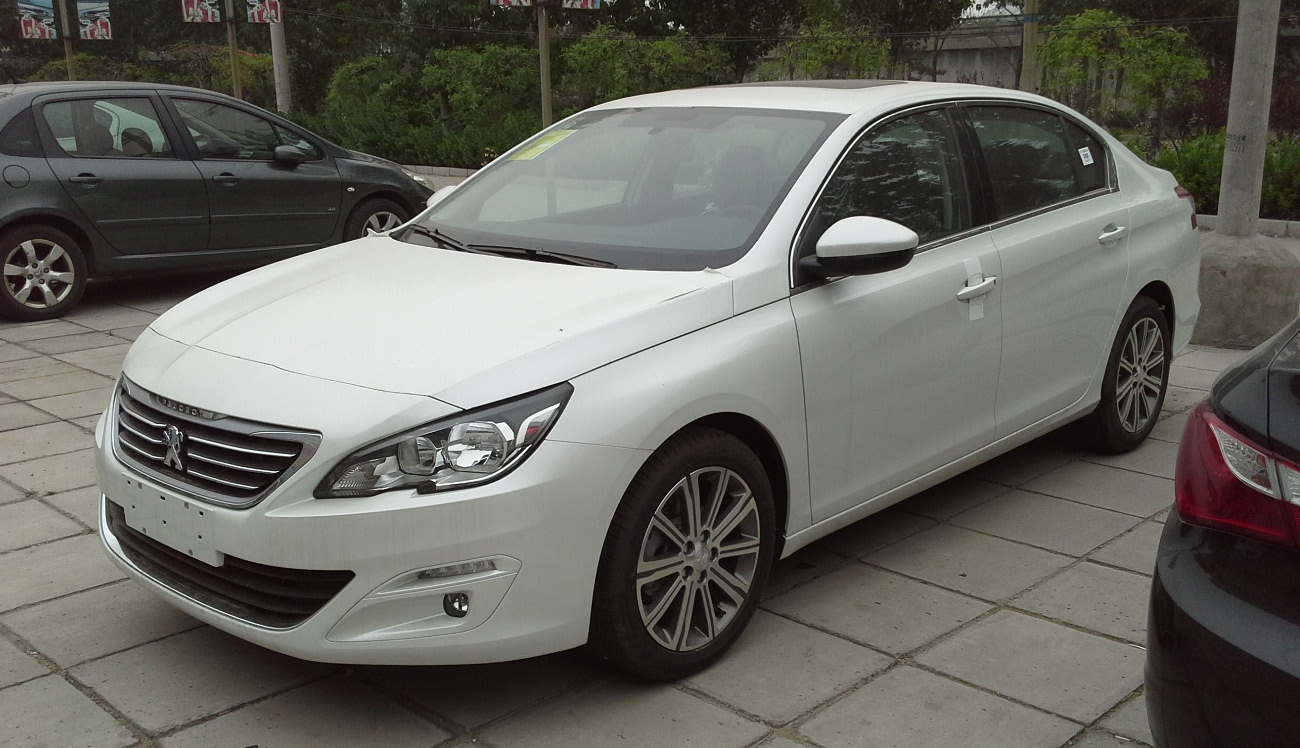
Peugeot 408 II (2014-2018)
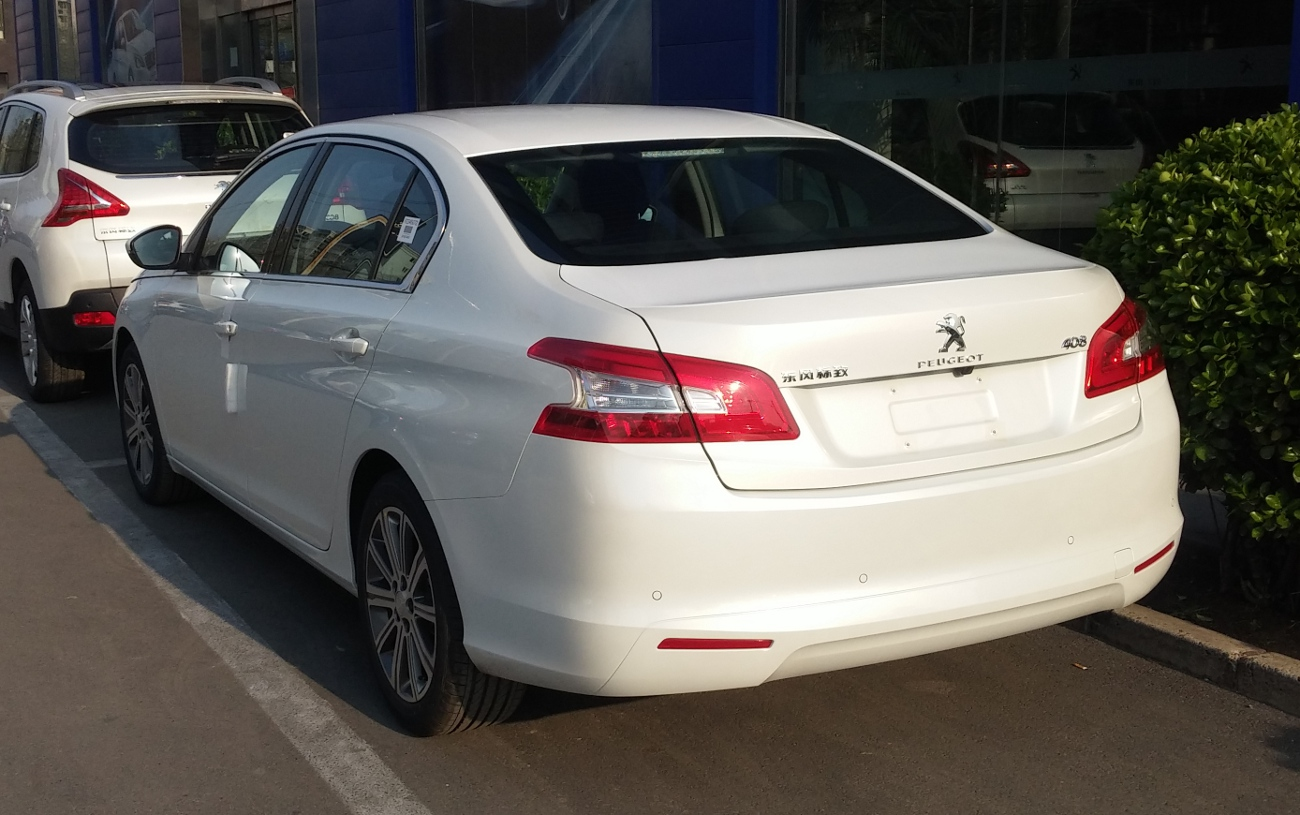
Peugeot 408 II

Двигуни
- 1.2 л THP I3 136 к.с.
- 1.6 л EP6FDTM Prince Turbo I4 167 к.с.
- 1.8 л CVVT I4 139 к.с.

### Фейсліфт 2018
У 2018 році були змінені передня панель, задній бампер і задні ліхтарі.

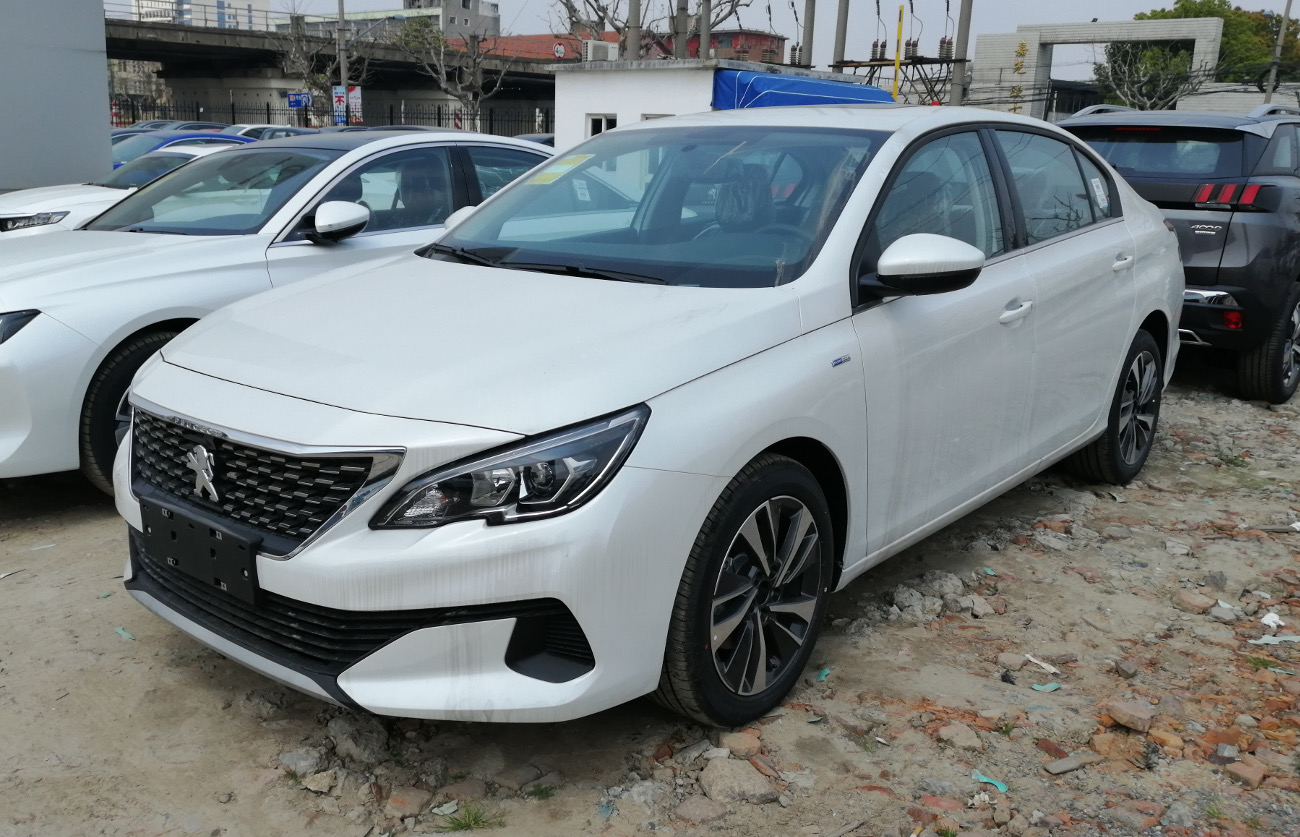
Peugeot 408 фейсліфт
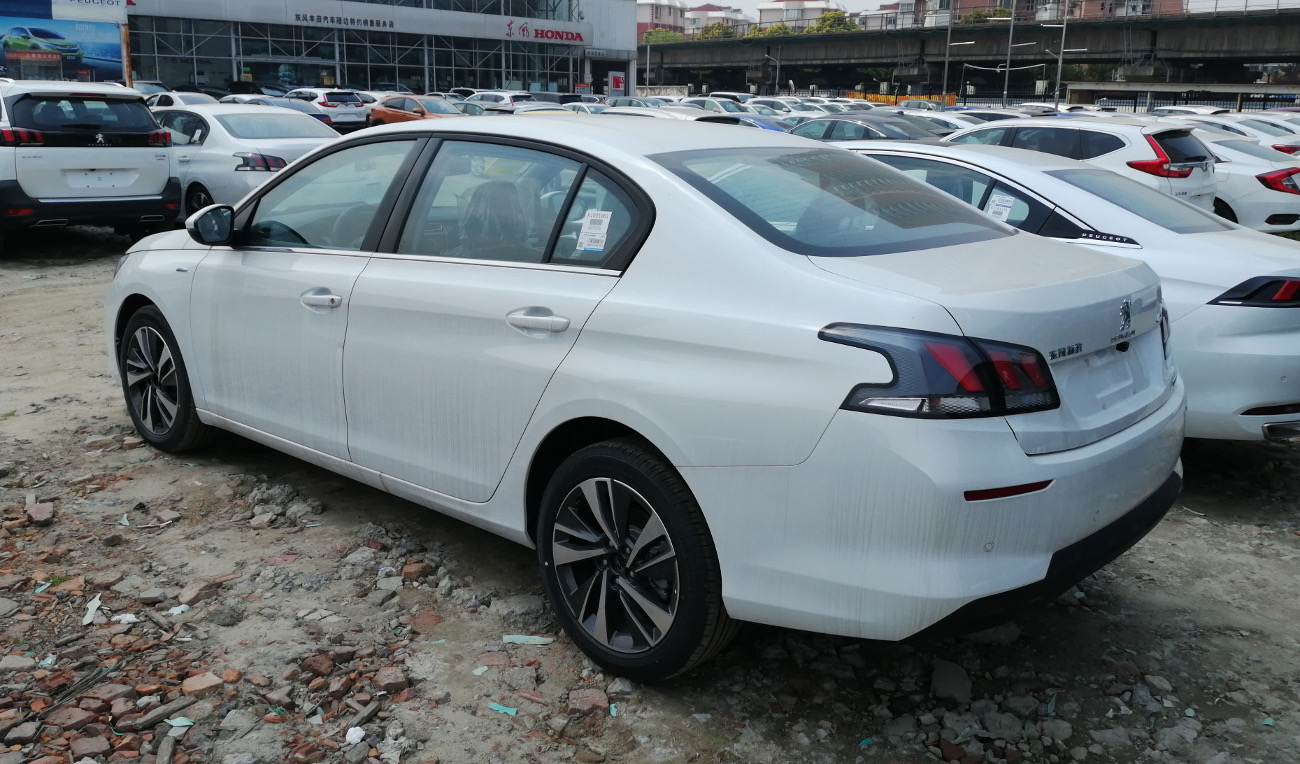
Peugeot 408 фейсліфт

### Фейсліфт 2022
Другий рестайлінг моделі 408 був представлений на китайському ринку 8 червня 2022 року. Передня частина була перероблена, щоб відобразити ту ж мову дизайну, що і Peugeot 308 третього покоління. Кришка багажника була перероблена, з новою графікою та задніми ліхтарями, схожими на третє покоління.
Всі комплектації оснащуються 1,6-літровим турбомотором моделі 5G06 потужністю 125 кВт при 5500 об/хв та 250 Нм при 1750—4500 об/хв, а також трансмісією Aisin 3-го покоління 6AT.
У березні 2024 року було представлено новий двигун 1.5 THP 360 потужністю 127 кВт при 5500 об/хв та 255 Нм при 1750—4500 об/хв.

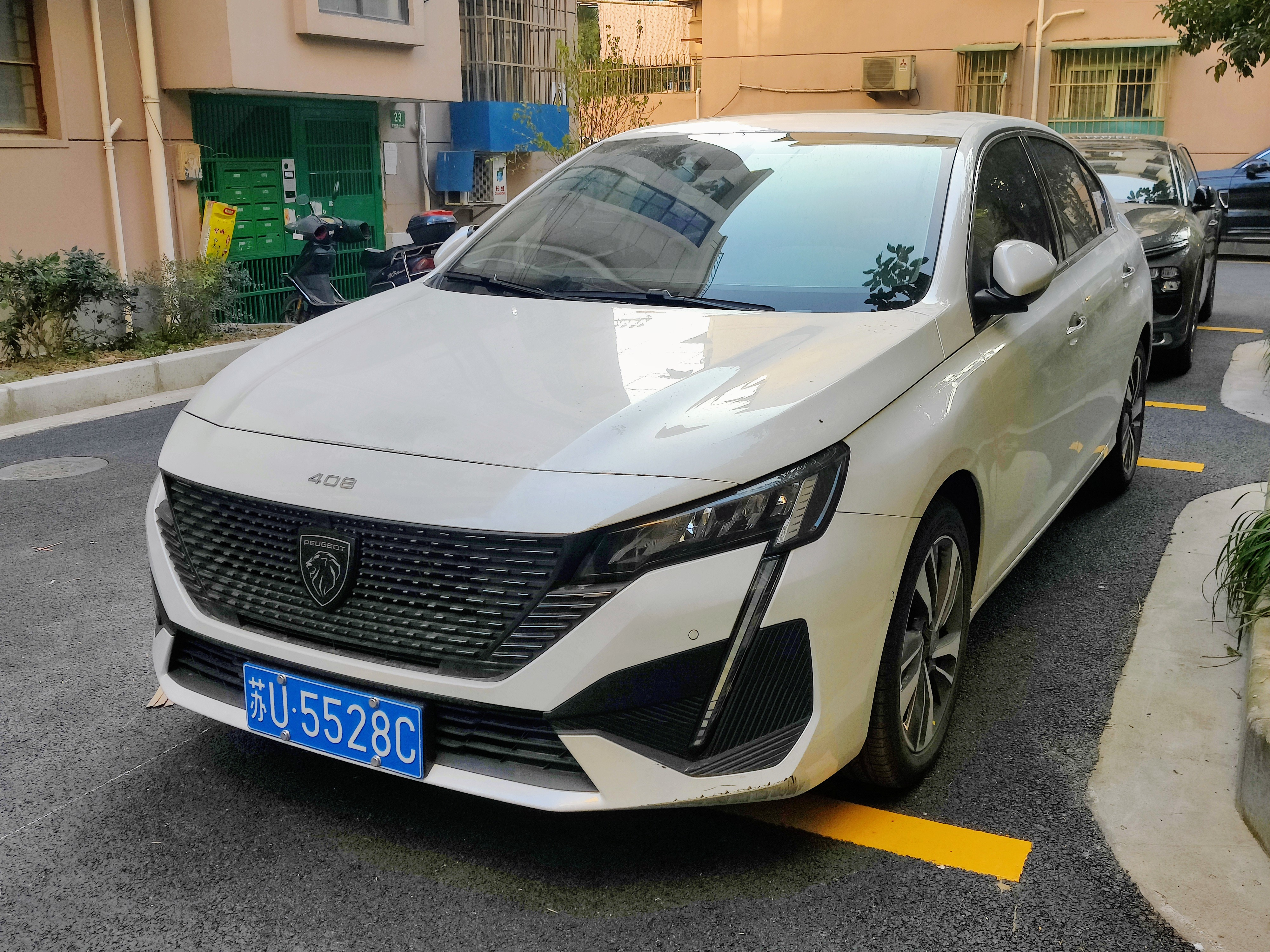
Peugeot 408 другий фейсліфт
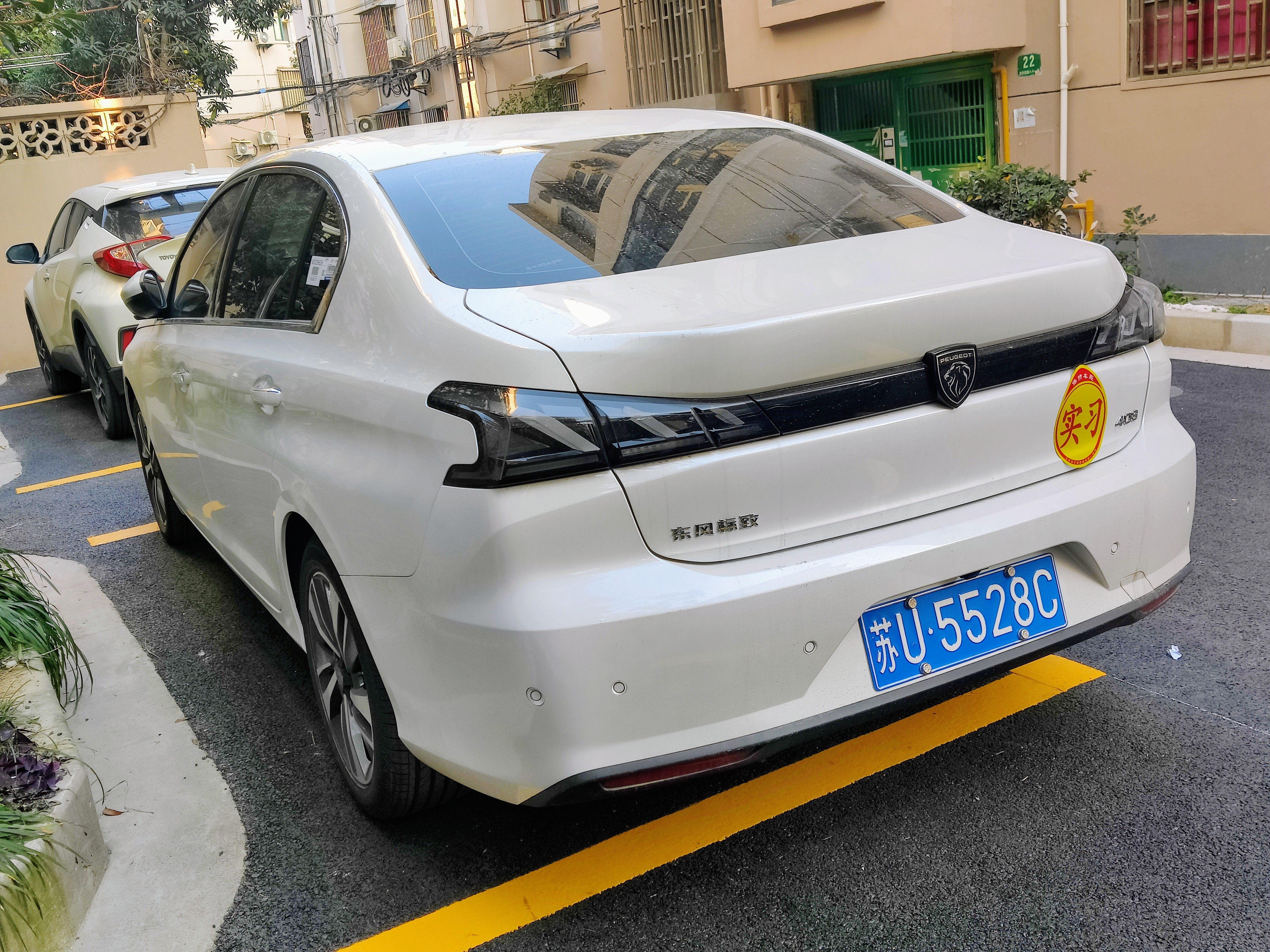
Peugeot 408 другий фейсліфт

## Dongfeng Fukang ES600

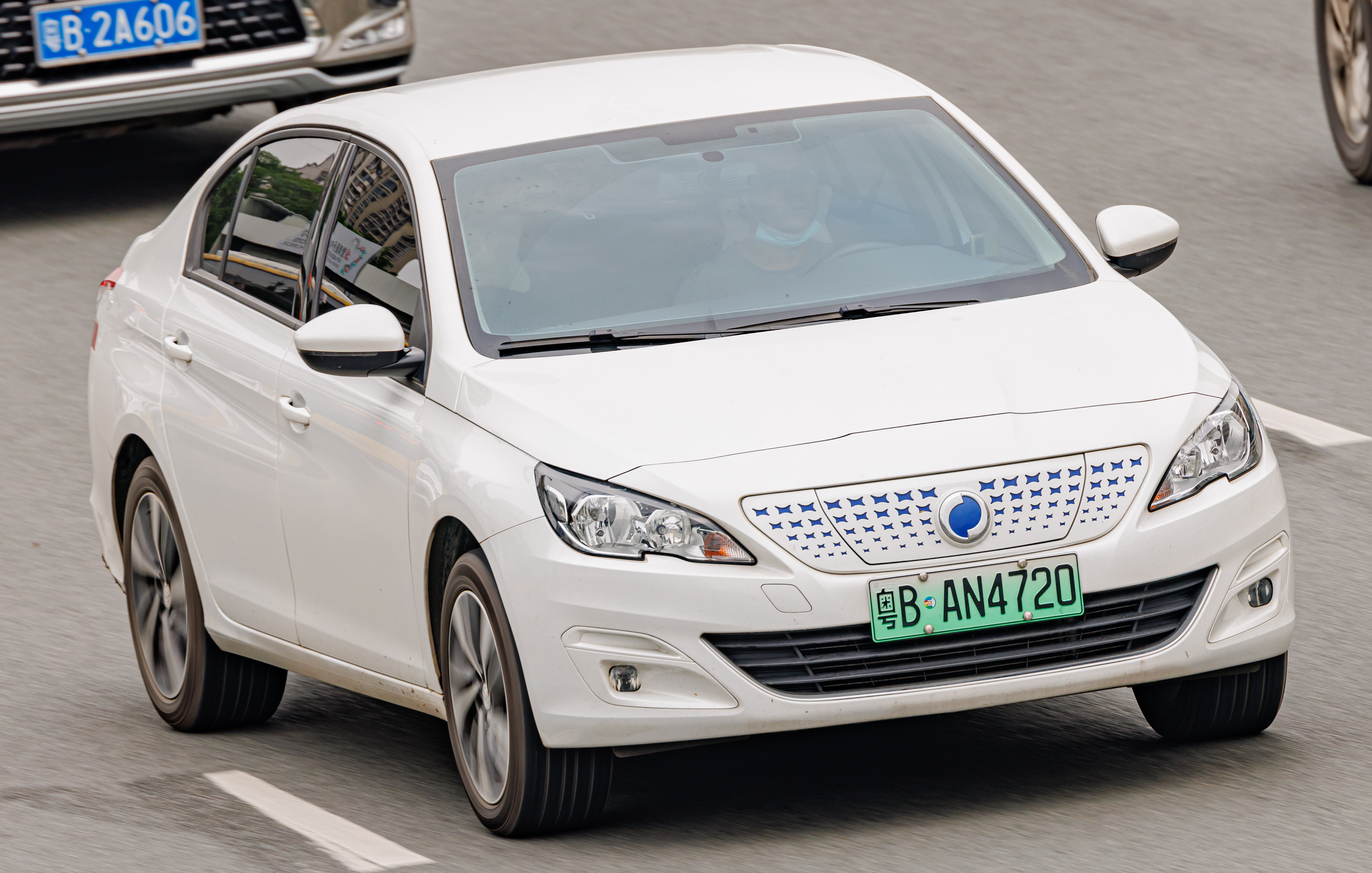
Dongfeng Fukang ES600

Dongfeng Fukang ES600 — електричний седан, заснований на Peugeot 408 дорестайлінговій версії 2014—2018 років, випускається під брендом Fukang від Dongfeng Peugeot-Citroën.

## Peugeot 408 crossover

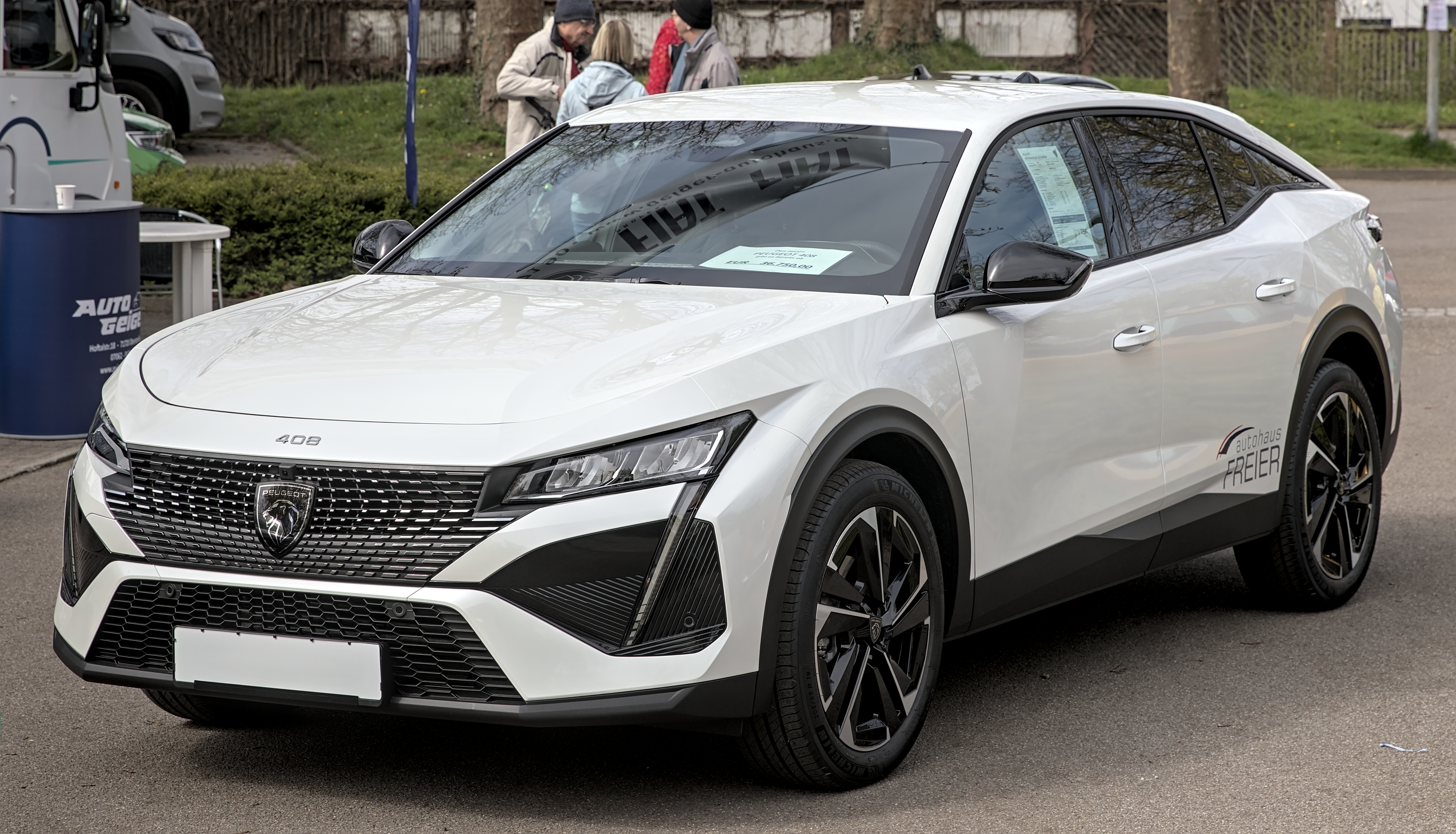
Peugeot 408 (кросовер) P54

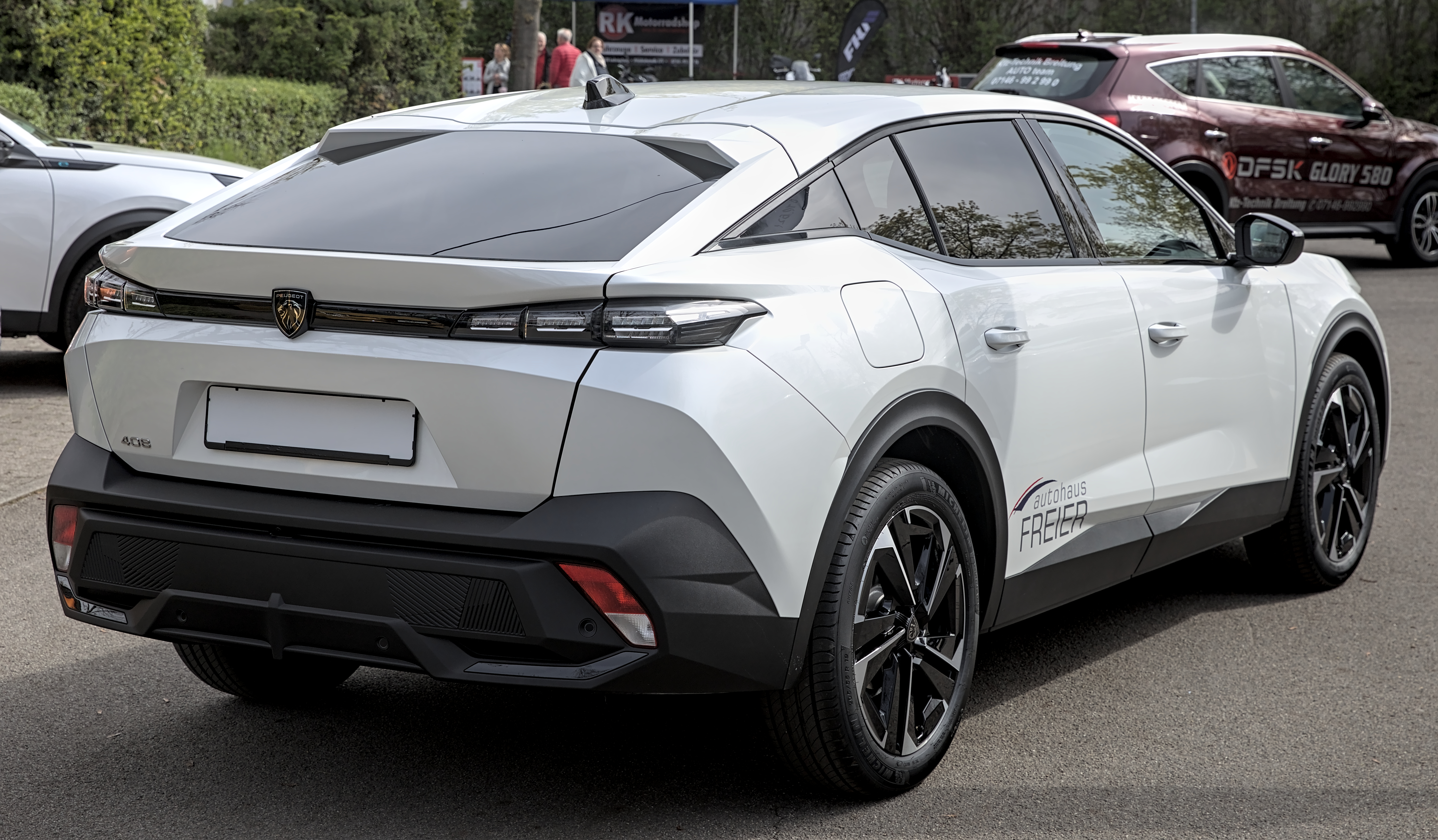
Peugeot 408 (кросовер) P54

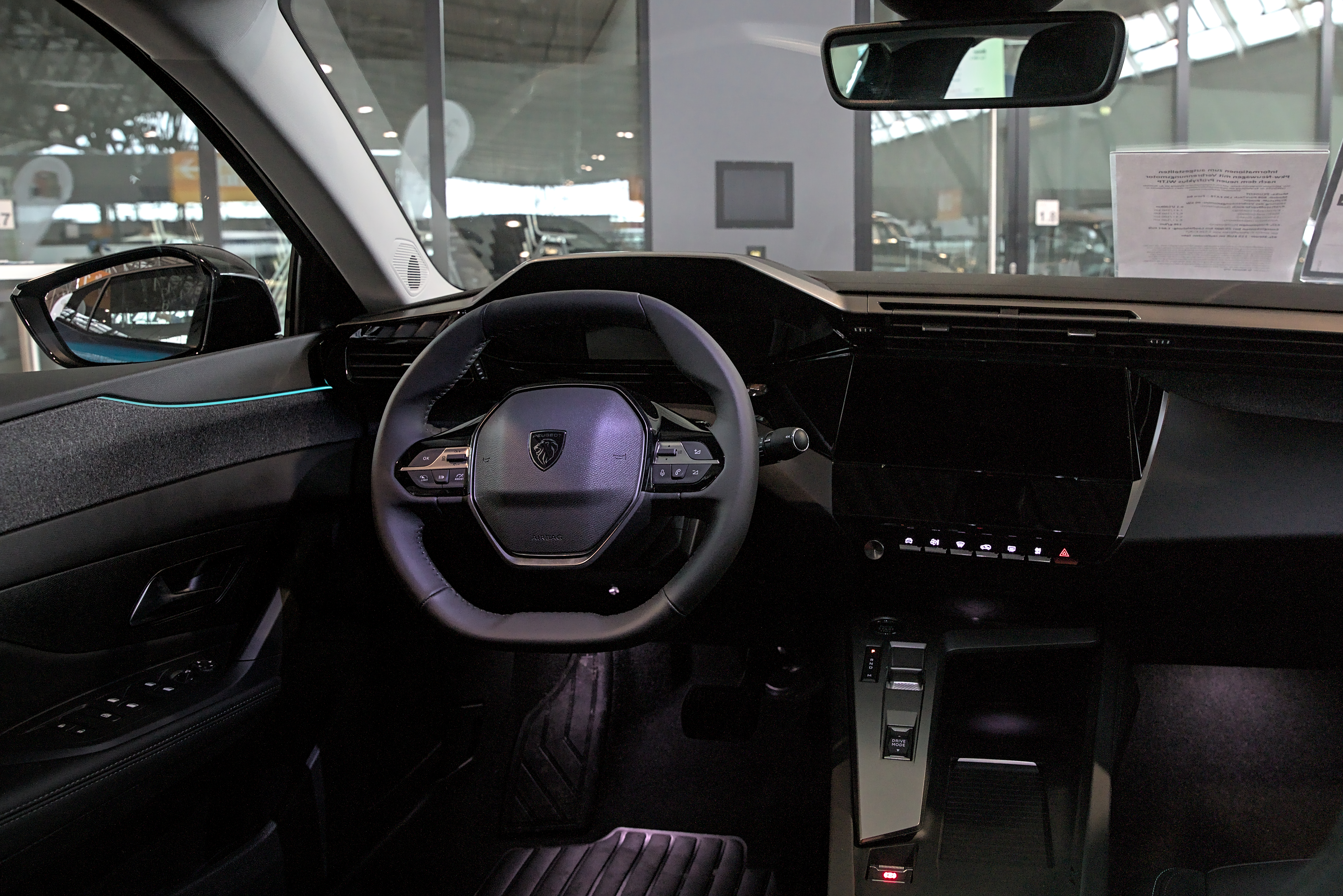

Peugeot 408 (crossover, заводський індекс P54) (408X в Китаї) був представлений у червні 2022 року як автомобіль сегмента C, що займає місце між 308 та 3008 і 508. Він заснований на платформі EMP2, яка схожа з 308 третього покоління, і, незважаючи на спільні силуети салону, механічно не пов’язаний із седаном 408 для китайського ринку (який сам базується на попередньому поколінні 308). За словами Peugeot, 408 є сумішшю позашляховиків, хетчбеків і седанів, і його описують як кросовер-купе.
Двигуни
бензиновий:
- 1.2 L EB2ADTD/DTS turbo I3

plug-in hybrid:
- 1.6 L EP6FDT I4